# 系统测试
系统测试（英語：System testing），是将需测试的软件，作为整个基于计算机系统的一个元素，与计算机硬件、外设、某些支持软件、数据和人员等其他系统元素及环境结合在一起测试。在实际运行（使用）环境下，对计算机系统进行一系列的组装测试和确认测试。系统测试的目的在于通过与系统的軟體需求作比较，发现软件与系统定义不符合或与之矛盾的地方。